# COS (модный бренд)
COS — модный бренд, входящий в группу H&M . Материнская компания H&M владеет розничными брендами, включая H&M, Other Stories, Monki, Arket и COS.
Управление брендом осуществляется из Лондона.

## Позиционирование

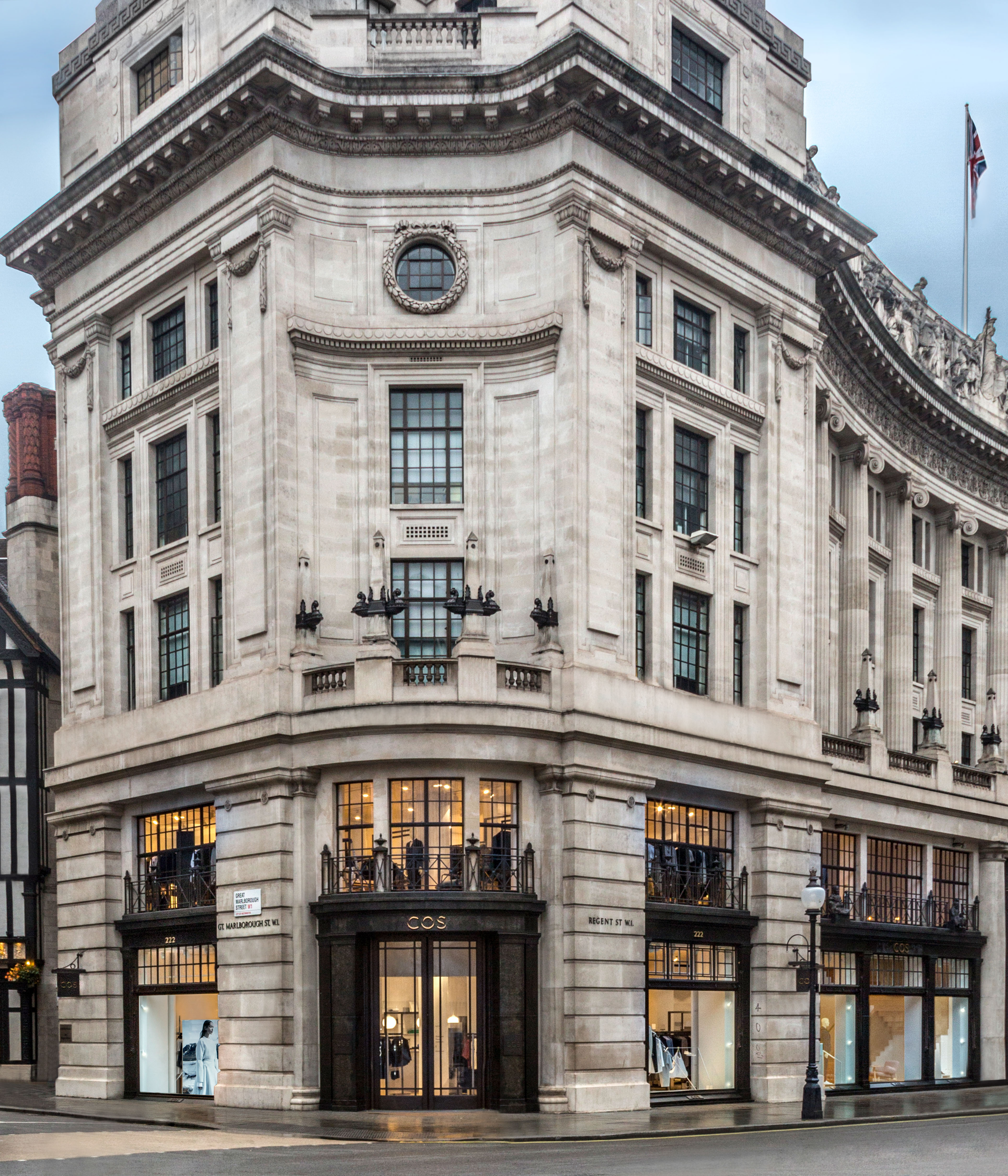
МАГАЗИН REGENT STORE, ЛОНДОН, Великобритания

Бренд описывается как «создание современных минималистичных коллекций по средней цене» для женщин и мужчин.
COS — это аббревиатура от «Collection of Style». Бренд рекламирует дух дизайна изделий, которые прослужат не один сезон, с упором на мастерство и использование экологически чистых материалов для своей продукции. Маркетинговая стратегия бренда давно направлена на то, чтобы связать его с искусством и дизайном.
Одежда позиционируется как  качественная и долговечная вне трендов и вне времени впервые по демократичным ценам.
Одежду COS характеризуют как безымянную, стоящую вне рамок модной повестки. Бренд  сотрудничал с художницей Агнес Мартин, архитектором Соу Фудзимото, режиссерским дуэтом Лернертом и Сандером, а также с Музеем Гуггенхейма.
В 2020 году бренд запустил цифровую платформу Re-Sell для покупки и продажи бывших в употреблении вещей COS. 
В 2021 году бренд обновил логотип. 

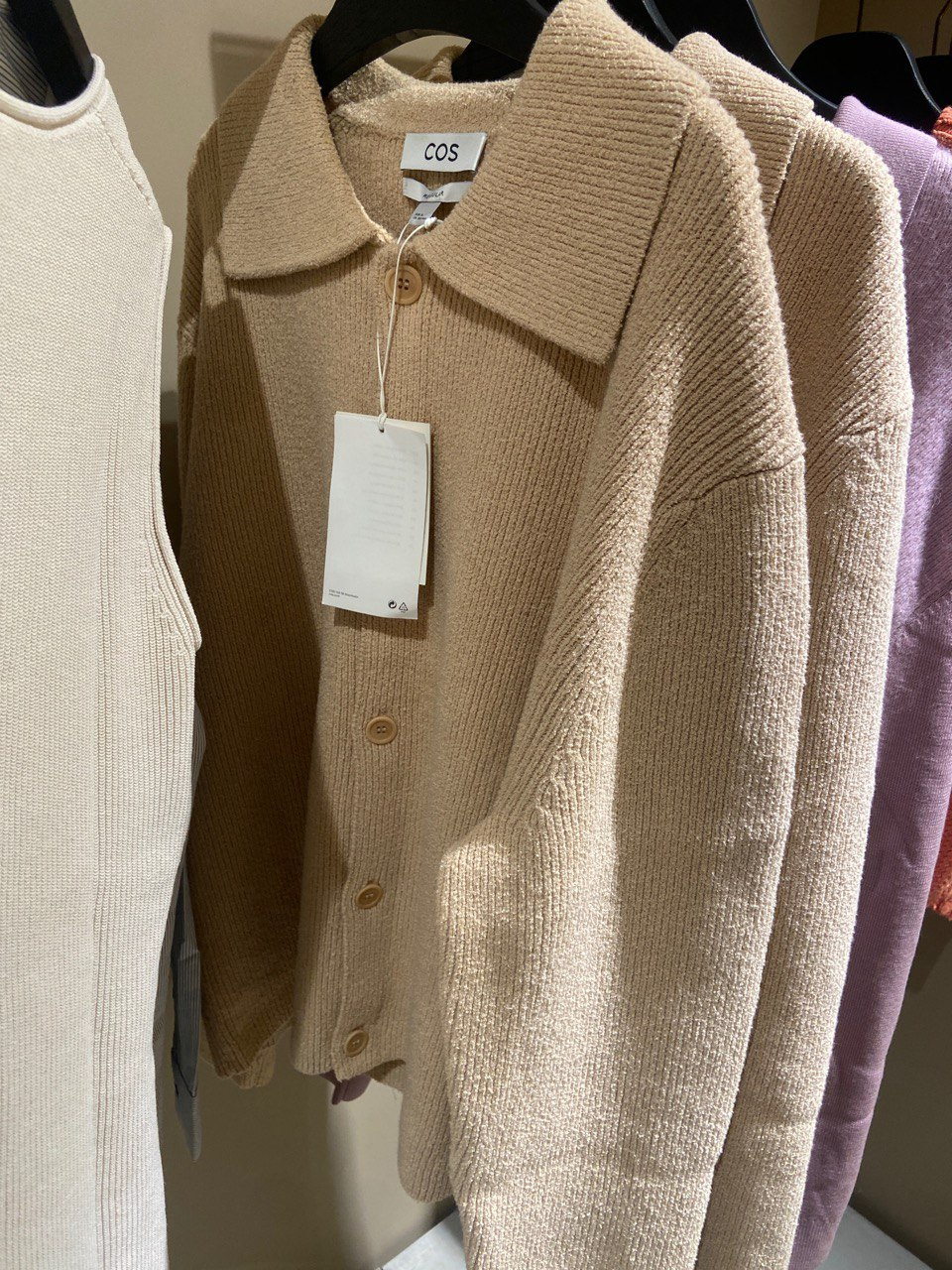
Кардиган бренда СOS

Также в 2021 бренд представил «звездную» рекламную кампанию с драматургом Джереми О. Харрис и актрисой Джоди Тернер-Смит и возвратились в расписании Лондонской недели моды.
"Collection of Style"  означает «Коллекция стиля». COS продает более дорогие продукты по более высоким ценам, чем H&M. Collection of Style (COS) имеет более высокую среднюю цену, чем основная масса товаров H&M, и ориентирована на европейские рынки. Кроме того, Monki продает одежду, которая вдвое дешевле той, что продается в Collection of Style, и отличается сравнительно молодым дизайном.
В 2018 году средний чек COS в Европе составлял €100–150.
Каждый  магазин марки уникален по дизайну.

## История и расширение
COS впервые открылась на лондонской Риджент-стрит в марте 2007 года с дефиле в Королевской академии, а в 2011 году запустила свой интернет-магазин. Первый магазин в Северной Америке открылся в 2014 году
По состоянию на декабрь 2022 года у COS было 259 магазинов в 47 странах, а онлайн-продажи осуществлялись более чем в 38 странах. В некоторых странах бренд продается через франчайзинговых партнеров, в том числе Alshaya Group .

## Команда
В 2018 году в штате бренда в Лондоне насчитывалось около 250 человек.
В дизайнерском отделе, занимающемся мужской, женской и детской линией,  работали в 2018 году около 20–25 человек.

В 2018 году управляющим директором бренда работала Мэри Хондой.

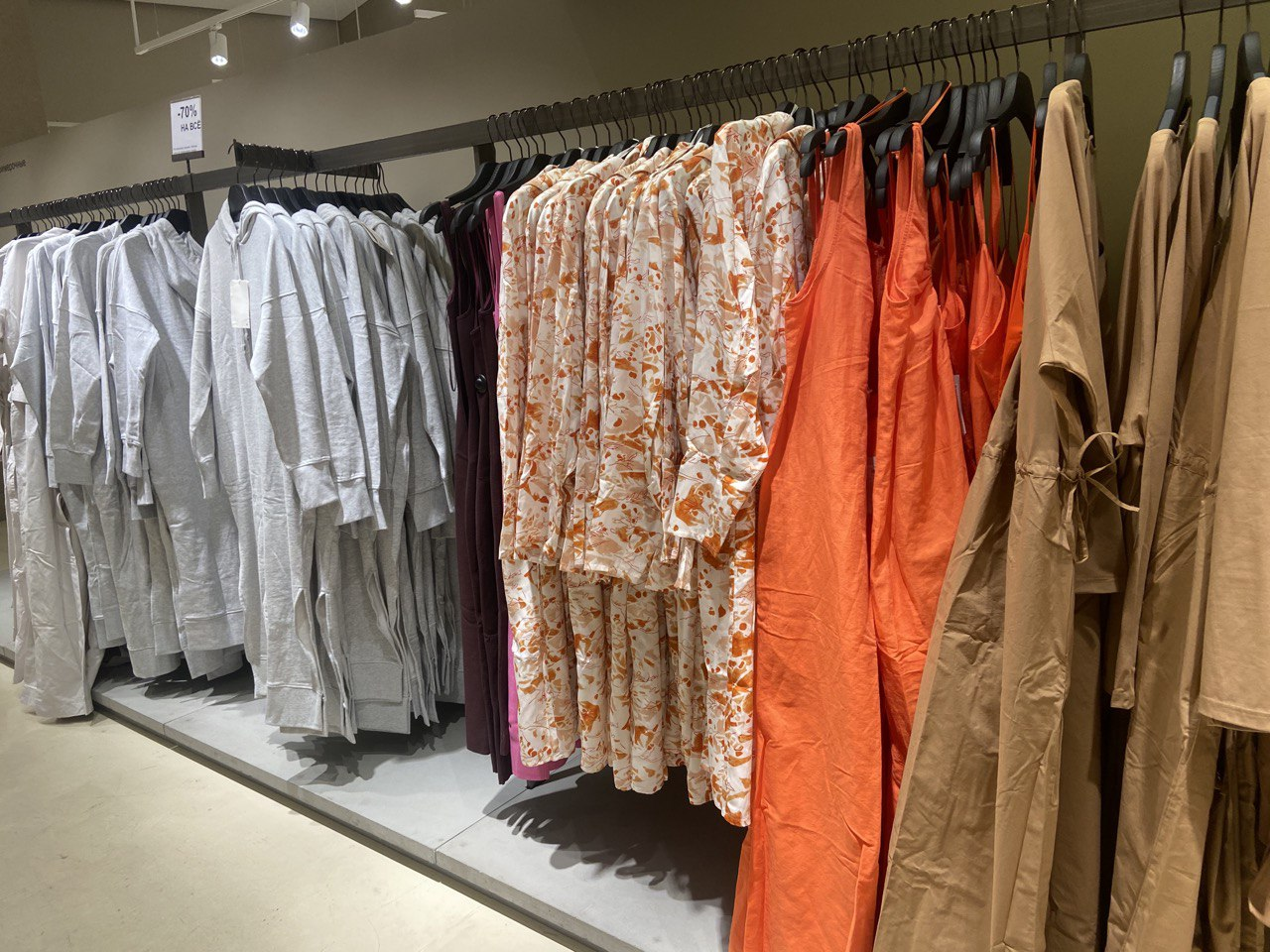
Одежда бренда COS. Магазин Павелецкая плаза. Москва

## В России
В 2018 бренд пришел в Россию. Первый магазин открылся в Москве 2 ноября. В отделке фасада магазина был использован дагестанский известняк. 
Открытие магазина сопровождало множество слухов. В конце сентября в Instagram даже появился фальшивый аккаунт марки, выдававший себя за официальный и обещавший подписчикам вещь в подарок за репост.  
В 2020 был открыт российский онлайн-магазин. В честь открытия онлайн-магазина архитектор Гарри Нуриев создал для COS инстаграм-маски. В кампании с локальными инфлюенсерами, снятой Анисией Кузьминой, участвовали креативный директор Мария Михайлова, художница Полина Осипова, актриса Варвара Шмыкова и хореограф Владимир Варнава.
В 2022 году бренд ушел из России, устроив распродажу. Перед закрытием в магазинах стояли очереди.